# Nguyễn Chiêu Huấn
Nguyễn Chiêu Huấn (阮昭訓) (?-?) là một chính trị gia và nhà thơ thời Lê Sơ và nhà Mạc trong lịch sử Việt Nam. Ông đỗ Bảng nhãn trong khóa thi năm 1514 rồi làm quan dưới triều vua Lê Tương Dực, rồi đến nhà Mạc sau này.

## Tiểu sử
Nguyễn Chiêu Huấn quê làng Yên Phụ, huyện Yên Phong, tỉnh Bắc Ninh. Thưở thiếu thời, ông là một trong những học trò xuất sắc và đồng thời cũng là con rể của tiến sĩ Đàm Thận Huy, một vị quan trứ danh trải 6 triều vua từ Lê Thánh Tông đến Lê Chiêu Tông sau này. Nguyễn Giản Thanh, trạng nguyên của khoa thi Đoan Khánh năm thứ tư (1508) cũng là bạn học với ông với tiến sĩ Đàm Thận Huy.
Trước khi đỗ đạt, Nguyễn Chiêu Hấn đã nổi tiếng là một trong những bậc danh ở vùng đất Kinh Bắc. Về tài đối đáp của ông và Nguyễn Giản Thanh, Thiên Tùng đàm trong sách Kiến văn tiểu lục của Lê Quý Đôn có kể lại câu chuyện rằng: Một hôm gặp trời mưa học trò phải lưu lại nhà thầy Đàm Thận Huy. Đàm tướng công liền ra vế đối:
"Vũ vô kiềm tỏa năng lưu khách"
(Có nghĩa: Mưa không có then khóa mà giữ được khách lại)
Nguyễn Giản Thanh liền đối:
"Sắc bất ba đào dị nịnh nhân"
(Có nghĩa: Nhan sắc không có sóng gió mà làm đắm lòng người)
Nguyễn Chiêu Huấn đối là: 
"Nguyệt hữu loan cung bất xạ nhân"
(Có nghĩa: Trăng có cánh cung mà không bắn người)
Một học trò khác đối là:
"Phân bất uy quyền dị xử nhân"
(Có nghĩa: Phân không có quyền uy mà dễ dọa người)	
Nghe xong các vế đối của học trò, thầy Đàm Thận Huy phán rằng: Giản Thanh tính hào hoa phóng đãng nhưng hiếu sắc. Chiêu Huấn là người có lòng nhân. Cả hai tất sau này thành đạt. Còn người thứ ba sau này bỉ ổi.
Năm 1514, tức năm Hồng Thuận thứ 5 đời vua Lê Tương Dực, ông đỗ Bảng Nhãn (tiến sĩ cập đệ, đệ nhất giáp, đệ nhị danh). 
Bảng nhãn Nguyễn Chiêu Huấn từng đi sứ Trung Quốc, làm đến chức Thượng thư bộ công. Sử không chép về hoạt động chính trị hay những đóng góp của ông vào giai đoạn khủng hoảng dưới thời vua Lê Tương Dực. Theo Đại Việt sử ký toàn thư, sau khi nhà Lê mất hẳn về tay Mạc Đăng Dung, Nguyễn Chiêu Huấn làm quan cho nhà Mạc và nằm trong số 56 cựu thần nhà Lê được Mạc Đăng Dung phong tước.
Tên ông được đặt tên đường tại thành phố Bắc Ninh, tỉnh Bắc Ninh
Ông có người cháu tên Nguyễn Khắc Khoan đỗ tiến sĩ khoa Mậu Tuất (1598).